# نظام اتصالات تكتيكي
نظام الاتصالات التكتيكي في علوم الاتصال عن بعد  هو نظام اتصالات يتصف بـ(1) يُستخدم في إطار القوات التكتيكية أو في الدعم المباشر لها (2) مصمم لتلبية متطلبات تغيير الحالات التكتيكية وظروف البيئية المتباينة، (3) يوفر اتصالات قابلة للتأمين، مثل الصوت، والبيانات، والفيديو، وبين الأفراد المتنقلين لتسهيل القيادة والتحكم، (4) عادة ما يتطلب مرات تثبيت قصيرة للغاية، غضون ساعات، وذلك من أجل تلبية متطلبات النقل المتكررة.